# Finspång (comuna)
Finspång (em sueco: Finspångs kommun) é uma comuna da Suécia localizada no norte do condado de Östergötland. Sua capital é a cidade de Finspång. Possui 1 055 quilômetros quadrados. Segundo o censo de 2018, havia 21 758 habitantes.